# 자미원
자미원(紫微垣)은 동아시아의 별자리인 삼원의 하나이다. 삼원 중 두 번째에 해당되며, 천구의 북극을 포함한다. 서양 별자리의 큰곰자리의 일부가 해당되며, 작은곰자리, 용자리를 포함한다.

## 자미원에 속한 별자리
자미원에 속한 별자리들은 다음과 같다.
| 별자리         | 한자           | 별 개수 | 위치                           |
| -------------- | -------------- | ------- | ------------------------------ |
| 자미우원       | 紫微右垣       | 8       | 용자리, 기린자리               |
| 자미좌원       | 紫微左垣       | 8       | 용자리, 카시오페이아자리       |
| 북극           | 北極           | 5       | 작은곰자리                     |
| 사보           | 四輔           | 4       | 세페우스자리                   |
| 천을           | 天乙           | 1       | 용자리                         |
| 태을           | 太乙           | 1       | 용자리                         |
| 음덕           | 陰德           | 2       | 용자리, 작은곰자리             |
| 상서           | 尙書           | 5       | 용자리                         |
| 주하사         | 柱下史         | 1       | 용자리                         |
| 여사           | 女史           | 1       | 용자리                         |
| 여어, 여어관   | 女御, 女御官   | 4       | 용자리                         |
| 천주           | 天柱           | 5       | 용자리                         |
| 대리           | 大理           | 2       | 용자리                         |
| 구진           | 勾陳           | 6       | 용자리                         |
| 육갑           | 六甲           | 6       | 세페우스자리, 기린자리         |
| 천황, 천황대제 | 天皇, 天皇大帝 | 1       | 세페우스자리                   |
| 오제내좌       | 五帝内座       | 5       | 세페우스자리                   |
| 화개           | 華蓋           | 7       | 세페우스자리                   |
| 전사           | 傳舍           | 9       | 카시오페이아자리, 세페우스자리 |
| 내계           | 内階           | 6       | 큰곰자리                       |
| 천주           | 天廚           | 6       | 용자리                         |
| 팔곡           | 八穀           | 8       | 마차부자리, 기린자리           |
| 천봉           | 天棓           | 5       | 용, 허큘리스                   |
| 천상           | 天床           | 6       | 작은곰자리                     |
| 내주           | 内厨           | 2       | 용자리                         |
| 문창           | 文昌           | 6       | 큰곰자리                       |
| 태존           | 太尊           | 1       | 큰곰자리                       |
| 천뢰           | 天牢           | 6       | 큰곰자리                       |
| 태양수         | 太陽守         | 1       | 큰곰자리                       |
| 세             | 勢             | 4       | 큰곰자리, 작은사자자리         |
| 상             | 相             | 1       | 사냥개자리                     |
| 삼공           | 三公           | 3       | 사냥개자리                     |
| 삼사           | 三師           | 3       | 큰곰자리                       |
| 현과, 천과     | 玄戈, 天戈     | 1       | 목동자리                       |
| 천리           | 天理           | 4       | 큰곰자리                       |
| 천창           | 天槍           | 3       | 목동자리                       |
| 북두           | 北斗           | 7       | 큰곰자리                       |
| 보             | 輔             | 1       | 큰곰자리                       |
| 강             | 杠             | 9       | 카시오페이아자리, 기린자리     |

- '자미원 15'은 '자좌미원 8'과 '우좌미원 7'으로 나뉘어 있다.

## 한민족과 자미원
한민족은 오래전부터 하늘나라 임금이 거처하는 곳은 북극의 중심에 위치한다고 여겼다. 바로 자미궁이라는 궁궐이다. 그래서 그 궁궐의 담을 '자미원(紫微垣)'이라 불렀다. 자미궁은 임금과 왕비, 그리고 태자와 후궁 등 그 가족이 사는 곳이며, 하늘을 다스리기 위한 신하와 장군들이 포진하고 있듯이 모두 170여개의 별로 이루어져 있다. 이러한 별들이 북극성 주위에 포진되어 있다. 북극성은 하늘에서 일년 내내 볼 수 있는 항성의 별자리이기 때문에 하늘나라 임금이 사는 자미궁의 중심으로 생각했고 바로 이 자미원을 중심으로 태미원, 천시원, 그리고 계절에 따라 하늘을 도는 28수를 다스린다고 여겼던 것이다.

## 같이 보기
- 태미원
- 천시원
- 큰곰자리
- 작은곰자리
- 용자리

## 참고 자료
- 권근 외, 『천상열차분야지도』, 서운관(書雲觀), 1395
- 이문규, 《고대 중국인이 바라본 하늘의 세계》, 문학과 지성사, 2000
- 이순지 저, 김수길.윤상철 역,《천문류초》, 대유학당, 1998
- 박창범, 《하늘에 새긴 우리역사》, 김영사, 2002